# D-Wave

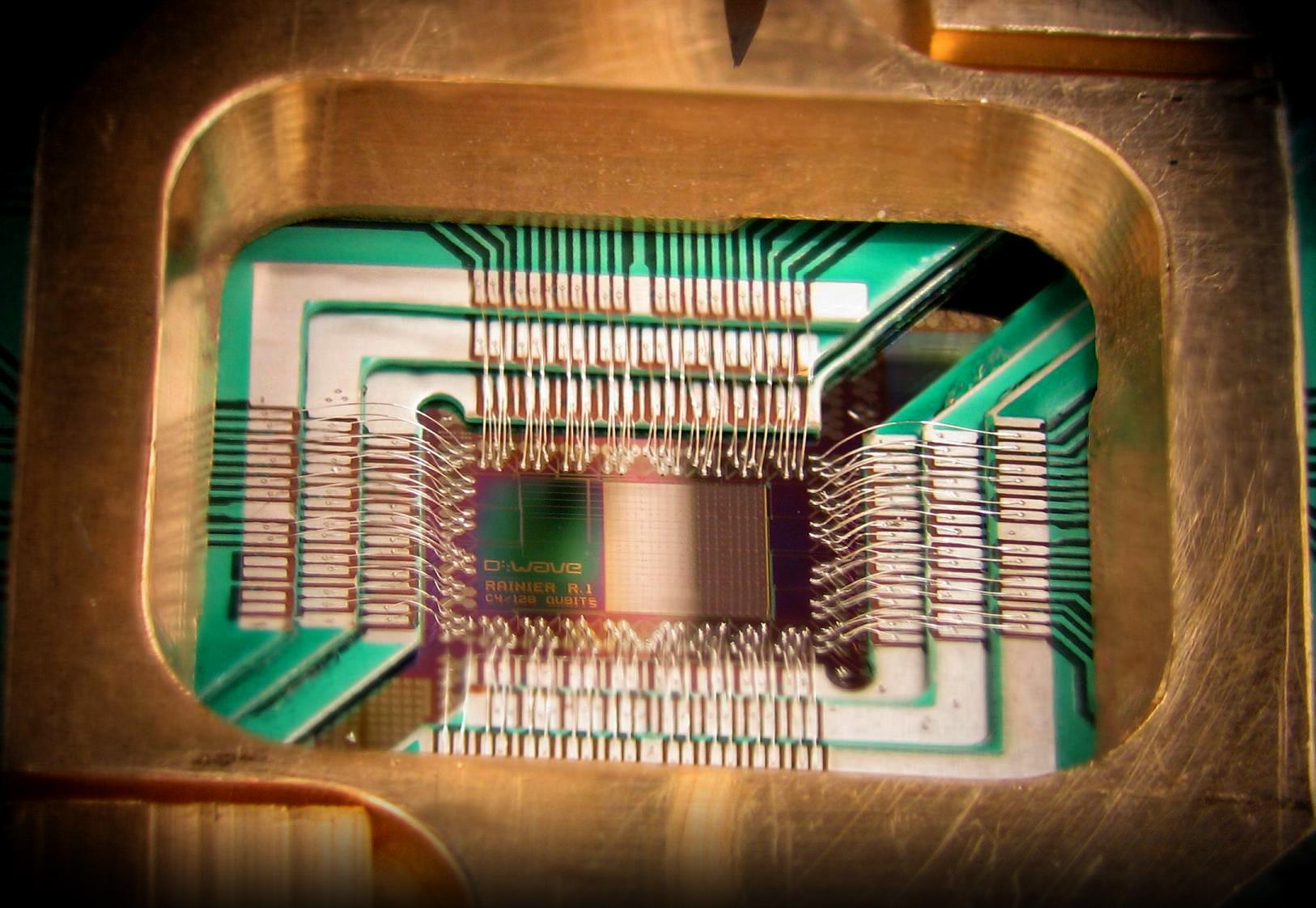
Fotografia de um chip construído pela D-Wave Systems Inc. projetado para operar como um processador supercondutor de otimização quântica adiabática de 128 qubits, montado em um porta-amostras.

D-Wave é uma empresa da costa Oeste do Canadá, localizada em Burnaby. Foi fundada em 1999 por Rose e seu mentor acadêmico Haig Farris. Ao invés de se dirigir à elaboração de equivalentes quânticos das portas lógicas dos computadores tradicionais, focou-se em quantum annealing.
Trabalha com computação quântica e afirma ter produzido o primeiro computador quântico comercial do mundo, o D-Wave One, de 128qubits. Ele porém, só pode funcionar em conjunto com computadores tradicionais e custa mais de US$10 milhões. Para atingir o estado quântico, é resfriado por hélio líquido até 0.02K de temperatura.
Em 2013 lançou o segundo, D-Wave Two, de 512qubits, que opera com um chip chamado Vesuvius.
Em 2014 será lançado um chip de 1024qubits.